# (3429) Chuvaev
(3429) Chuvaev es un asteroide perteneciente al cinturón de asteroides, descubierto el 19 de septiembre de 1974 por la astrónoma soviética Liudmila Chernyj desde el Observatorio Astrofísico de Crimea (República de Crimea), Rusia).

## Designación y nombre
Designado provisionalmente como  1974 SU1. Fue nombrado Chuvaev en honor al astrónomo soviético Konstantín Konstantínovich Chuváyev.